# Дубакинский сельсовет
Дубакинский сельсовет — упразднённая административно-территориальная единица, существовавшая на территории Московской губернии и Московской области до 1939 года.
Дубакинский сельсовет был образован в первые годы советской власти. По данным 1923 года он входил в состав Спас-Журавенской волости Каширского уезда Московской губернии.
В 1924 году к Дубакинскому с/с был присоединён Козьяновский с/с.
По данным 1926 года Дубакинский с/с включал деревни Дубакино и Козьяково, посёлок Дубакинский, Дубакинские хутора и лесную сторожку.
В 1929 году Дубакинский с/с был отнесён к Зарайскому району Коломенского округа Московской области.
5 апреля 1936 года к Дубакинскому с/с был присоединён Черневский с/с.
17 июля 1939 года Дубакинский с/с был упразднён. Его территория была объединена с селениями Гремячево-1, Гремячево-2 и усадьбой совхоза имени Кагановича упразднённого Ломтевского с/с в новый Черневский с/с. При этом селение Козьяково было передано в Журавенский с/с.